# Feu rouge (film)
Pour les articles homonymes, voir Feu rouge et Red Lights.
Feu rouge (titre original : Red Light) est un film américain réalisé par Roy Del Ruth, sorti en 1949.

## Synopsis
Nick Cherney, en prison pour avoir détourné du fret de la compagnie Torno, veut se venger de son patron Johnny, responsable de son incarcération. Lorsqu'il visionne un film annonçant le retour triomphal du capitaine Jess Torno, le frère de Johnny, Nick saisit sa chance. Il charge un camarade, devant sortir une semaine avant lui, d'assassiner Jess contre de l'argent. Ce dernier exécute le contrat et Johnny arrive chez son frère juste avant qu'il ne meure. Jess, qui est prêtre, a le temps de dire à son frère qu'il a écrit un indice dans sa bible. Mais Johnny ne trouve aucune trace de la bible chez Jess et décide de tout faire pour la retrouver. De son côté, Nick tente de se rapprocher de Johnny avec la ferme intention de compléter sa vengeance. Il commence à paniquer lorsque Torno remonte la piste de l'assassin de Jess...

## Fiche technique
- Titre français : Feu rouge
- Titre original : Red Light
- Réalisation :  Roy Del Ruth, assisté de Robert Aldrich et D. Ross Lederman
- Photographie : Bert Glennon et James Van Trees (seconde équipe)
- Pays d'origine : États-Unis
- Format : noir et blanc
- Genre : film noir
- Durée : 83 minutes
- Date de sortie : États-Unis : 30 septembre 1949

## Distribution
- George Raft : Johnny Torno
- Virginia Mayo : Carla North
- Gene Lockhart : Warni Hazard
- Raymond Burr : Nick Cherney
- Harry Morgan : Rocky
- Barton MacLane : détective Strecker
- Arthur Franz : capitaine Jess Torno
- Ken Murray : lui-même
- Stanley Clements : groom de l'hôtel Carlson
- William Froley : gérant de l'hôtel
- Arthur Shields : Père Redmond
- Frank Orth : Wallace Stoner
- Phillip Pine : Pablo Cabrillo
- William Phillips : détective Jim Ryan
- Movita : Trina
- Soledad Jiménez : la mère de Pablo
- Claire Carleton : serveuse